# Городинский, Виктор Маркович
Ви́ктор Ма́ркович Городи́нский (10 [23] февраля 1902, Петербург — 9 мая 1959, Москва) — советский музыковед, критик и музыкально-общественный деятель. Также Городинский являлся автором статей по культуре, живописи, театру.

## Биография
В 1918 году вступил в РКП(б). После окончания в 1929 году Ленинградской консерватории по классу фортепиано, начал сотрудничать с ленинградскими и московскими газетами и журналами. Работал в Московском обкоме профсоюза работников искусств. С 1932 года был председателем секретариата созданного в ноябре Международного музыкального бюро, куда также вошёл Л. В. Кулаковский — автор статей по вопросам теории и эстетики музыки, известный как исследователь проблем музыкального фольклора. Во второй половине 1930-х Городинский работал в редакциях газет «Комсомольская правда» и «Советское искусство». После войны несколько лет был главным редактором издательства «Музгиз». 
В 1950 была опубликована пропагандистская книга Городинского «Музыка духовной нищеты», целью которой, согласно газете «Советская музыка», было «разоблачить маразм» музыки современного Запада. «Музыка духовной нищеты» стала, по словам газеты, первой советской книгой, посвященной подобному разоблачению. В 1963 году дирижёр Геннадий Рождественский, в свою очередь, подвёрг критике эту публикацию Городинского, посчитав, что она «изобилует невежественными высказываниями, преподносимыми читателю в грубой и вульгарной форме».
Похоронен на Донском кладбище.

## Оценки литературной деятельности
В личных беседах публицист Заславский ставил Городинского на первое место как критика, а после его смерти высказался в частном письме о нём следующим образом: «Это один из тех, кому я просто завидовал. На склоне лет моих я понял, что тот путь, которым мне надо было идти с самого начала, это путь музыковеда-публициста. Он соединял в себе знание музыки с политической страстью».
Музыкальная энциклопедия в 1974 году отметила, что деятельность Городинского как критика и публициста сыграла большую роль в развитии советского музыкального искусства. 
Оценка публикаций Виктора Городинского о западной музыке более критична в среде джазовых музыкантов. Московский пианист Михаил Кулль (р. 1935) отзывается о Городинском в своей книге «Это мой джаз» как об одном из музыкальных идеологов поры «разгибания саксофонов». По его мнению, этот критик хоть и имел представление о современных музыкальных направлениях, но ничего толком не знал о джазе. В поддержку своего мнения, Кулль приводит в своей книге некоторые цитаты Городинского из «Музыки духовной нищеты», например: «Что такое джаз, мы не знаем, но что такое хороший джаз, знаем очень хорошо. А ещё лучше знаем, что такое плохой джаз». Московский саксофонист Алексей Козлов в своей книге «Джаз, рок и медные трубы» приводит обширную выдержку из «Музыки духовной нищеты», с комментарием: «Вот на таком фоне и предстояло нам, молодым советским джазменам, бороться с бюрократами. А у них все было просто — раз написано в официальной прессе — значит это закон». Музыковед Владимир Фейертаг в своём труде «Джаз от Ленинграда до Петербурга» назвал книгу Городинского «манифестом ультрапатриотического консерватизма».